# Raketový útok na Kramatorsk 27. června 2023
Raketový útok na Kramatorsk 27. června 2023 byl útokem provedeným ruskými jednotkami během ruské invaze na Ukrajinu. Raketa zasáhla pizzerii Ria Lounge v níž se stravovali ukrajinští vojáci. Bylo zabito 13 lidí a 65 zraněno. Třináctá oběť podlehla následkům zranění 1. července. Podle Ministerstva obrany Ruské federace bylo cílem útoku zničení velitelského stanoviště ukrajinské 56. motorizované pěší brigády.

## Útok
Podle Generální prokuratury Ukrajiny byly na město Kramatorsk, nacházející se 24 km za frontovou linií, odpáleny dvě rakety Iskander. Původní zprávy hovořily o použití střel protiletadlového raketového systému S-300, což nebylo potvrzeno.
Podle korespondenta Financial Times Christophera Millera raketa zasáhla nákupní centrum vedle hotelu Kramatorsk. V budově se nacházela pizzerie. Exploze také poškodila blízké domy, obchody, budovu pošty a vozidla. Druhá raketa zasáhla obec Bilenke poblíž Kramatorsku.
Při útoku zahynulo 13 lidí, včetně tří dětí. 65 lidí bylo zraněno, včetně tří kolumbijských státních příslušníků. Jednalo se o bývalého náměstka ministra obrany a zakladatele organizace podporující Ukrajinu v Latinské Americe Aguanta Ucrania Sergia Jaramillo Carro, spisovatele Héctora Abada a novinářku Catalinu Gomez. Doprovázela je ukrajinská spisovatelka Viktorija Amelinová, která byla také vážně zraněna, a 1. července zemřela v nemocnici v Dnipru.
Dne 28. června bylo zahájeno trestní řízení podle odstavců 1 a 2 článku 438 (porušení zákonů a zvyklostí války) trestního zákoníku Ukrajiny. Ve stejný den kontrarozvědka Služba bezpečnosti Ukrajiny zadržela agenta ruských zvláštních služeb, který korigoval útok. Podle SBU šlo o obyvatele města, který byl agentem GRU. Muž se přiznal, že tajně natočil objekt a auta zaparkovaná poblíž a předal nahrávku ruským službám. Po obdržení této informace Rusové zaútočili na pizzerii.
V dubnu 2024 byl muž, který natočil dne 27. června 2023 na video vojenská auta a vojáky v restauraci před útokem, odsouzený na doživotí (uvedeno 13 mrtvých).